# 豆しば ぷちっ!
『豆しば ぷちっ!』（まめしば ぷちっ!）は、漫画：そにしけんじ、イラスト：さんさんによる日本の漫画作品。
『ぷっちぐみ』（小学館）で2010年5月号より、『小学四年生』（小学館）で同年10月号から連載開始。いずれも2012年3月号まで連載された。『ぷっちぐみ』では引き続き、『豆しば ぷちっ!ぷちっ!』を連載中。
毎話豆しばが登場し、豆知識を教えている。

## 登場キャラクター
いずれもオリジナルキャラクターである。

### 人間
あみちゃん
主人公。わがままで、豆しばの豆知識をほぼ役立たずだと思っている。『ぷっちぐみ』版と『小学四年生』版とで設定年齢が異なる。
さとみ
あみちゃんの友達。眼鏡をかけている。
ピーナッツの少年
あみちゃんとの関係は不明。ピーナッツが好きな少年。何故か、ピーナッしばを持っていた。
先生
礼儀正しい、あみちゃん達の先生。

### 豆しば
枝豆しば
1話から登場するメインの豆しば。
黒豆しば
同様、1話から登場する。
カシューナッしば
2話から登場する。漢字とは関係ない豆知識（白熊の毛を剃ると黒熊になる）をつぶやいた。3話では、「熊はペットボトルをペコペコさせる音が苦手」とつぶやいた。
グリーンピーしば
4話から登場。明日の天気を雨だとつぶやいた。
ひよこ豆しば
同様、4話から登場する。眼鏡女にグリーンピーしばが言っていることは、明日の天気のことだと説明した。
ピーナッしば
4話でピーナッツの少年が食べているとき、現れた。豆知識を言い、「ピーナッツを食べ過ぎると鼻血が出る」とつぶやいた。少年も鼻血が出た。
ムング豆しば
あみちゃん達が迷子になった枝豆しばと黒豆しばを探していた際に登場。枝豆しばと間違えられた。無口である。
刀豆しば
歯磨き粉から自分で出てきた豆しば。ほかの豆しばとは違い、語尾が「ござる」になっている。